# Friedrich J. Haberlandt
Friedrich J. Haberlandt (Bratislava, 21 febbraio 1826 – Vienna, 1º maggio 1878) è stato un agronomo austro-ungarico.

## Biografia
Friedrich Haberlandt nacque il 21 febbraio 1826 a Bratislava (noto come Pressburg in tedesco), Ungheria. Studiò presso l'università agricola dell'Ungheria, come assistente professore dal 1851 al 1853 e dal 1853 al 1869 come professore.
Era il padre di tre figli e tre figlie. Uno dei suoi figli era l'eminente botanico Gottlieb Haberlandt, teorico della coltura artificiale dei tessuti e visionario. Il nipote era Ludwig Haberlandt famoso endocrinologo considerato il nonno della pillola anticoncezionale.